# Cryptotis mera
Cryptotis mera е вид бозайник от семейство Земеровкови (Soricidae). Видът е застрашен от изчезване.

## Разпространение
Разпространен е в Колумбия и Панама.